# Potamocypris comosa
Potamocypris comosa är en kräftdjursart som beskrevs av N. C. Furtos 1933. Potamocypris comosa ingår i släktet Potamocypris och familjen Cyprididae. Inga underarter finns listade i Catalogue of Life.